# Amphilius natalensis
Amphilius natalensis es una especie de pez de la familia Amphiliidae en el orden de los Siluriformes.

## Morfología
Los machos pueden llegar alcanzar los 12,5 cm de  longitud total.

## Distribución geográfica
Se encuentran en África: desde el río Ruo (cuenca del Zambeze en Malaui) hasta el río Umkomaas (KwaZulu-Natal, Sudáfrica). También está presente en Zimbabue.